# Belgundi, Belgaum
Belgundi là một làng thuộc tehsil Belgaum, huyện Belgaum, bang Karnataka, Ấn Độ.